# 人面樹

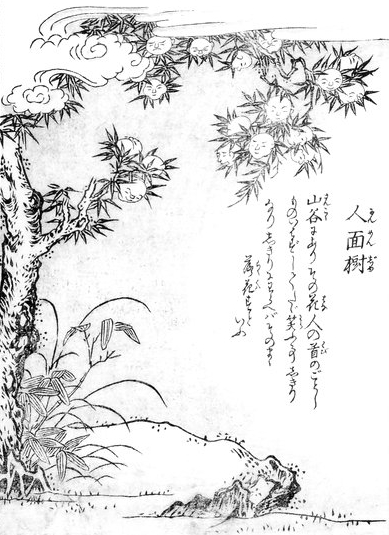
鳥山石燕『今昔百鬼拾遺』より「人面樹」

人面樹（にんめんじゅ、じんめんじゅ）は、鳥山石燕による江戸時代の妖怪画集『今昔百鬼拾遺』にある中国の伝承上の木。

## 概要
画図では人の首のような花を咲かせた木が描かれており、解説文には以下のようにある。
『今昔百鬼拾遺』では日本の妖怪以外に、江戸時代の百科事典『和漢三才図会』にある日本国外の動植物や妖怪についても掲載されており、この「人面樹」も、『和漢三才図会』が中国の書『三才図会』から引用して掲載している、「大食国（だいしこく）」という国にあるという木を描いたものである。
『三才図会』によれば、大食国は西南千里にある国で、この木は人の首のような花をつけ、問いかけると花が笑いかけるが人語を解することはなく、あまりに笑うと花がしぼんで落ちてしまう、とある。会津の奇談集『老媼茶話』でも、この木を『三才図会』から引用して同様に述べている。